# Legénd
Legénd là một thị trấn thuộc hạt Nógrád, Hungary. Thị trấn này có diện tích 18,41 km², dân số năm 2010 là 495 người, mật độ 27 người/km².